# Cantone di Sens-2
Il Cantone di Sens-2 è una divisione amministrativa dell'Arrondissement di Sens.
È stato istituito a seguito della riforma dei cantoni del 2014, che è entrata in vigore con le elezioni dipartimentali del 2015.

## Composizione
Comprende parte della città di Sens e i comuni di:
- Gron
- Maillot
- Malay-le-Grand
- Paron
- Rosoy